# 森麻緒
森 麻緒（もり まお、1972年7月27日 - ）は、日本のフリーアナウンサー。

## 来歴
東京都品川区出身。聖心女子大学文学部卒業。同大学では歴史社会学を専攻していた。
大学卒業後、1995年に中部日本放送 (CBC) に入社。同期のアナウンサーは渡辺美香と小川明子。
1998年に中部日本放送を退社し、フリーに転向。これ以後は首都圏での活動が中心となり、1999年には朝日ニュースターの契約アナウンサーを、2000年にはテレビ神奈川 (TVK) の契約アナウンサーを務めていた。2002年9月にはタレント・司会者派遣会社の有限会社マンボを設立し、同社代表取締役に就任したが、その一方でイーグル・ベイにも所属していた。その後はボイスワークスを経て、オフィスキイワード大阪本社に所属していた。

## 人物
身長170cm。血液型O型。趣味・特技は舞台鑑賞、大阪と東京での焼肉食べ歩き、ゴルフ、コントラクトブリッジ。

## 出演

### テレビ番組
- CBCニュースワイド（中部日本放送） - スポーツキャスター
- 走れ!スクーパーズ（中部日本放送） - リポーター[4]
- ゆうまるJUST （千葉テレビ） - メインキャスター[4]
- 列島365 （朝日ニュースター） - キャスター
- HAMA大国（テレビ神奈川） - 月曜・火曜メインキャスター
- YOKOHAMAベイスターズナイター（テレビ神奈川） - ベンチリポーター

### ラジオ番組
- 伊藤秀志のGETSU▶KINラジオ三昧（中部日本放送） - アシスタント[4]
- 文化放送ホームランナイター（文化放送） - アシスタント

### 映画
- ゴジラ・モスラ・キングギドラ 大怪獣総攻撃（2001年、東宝） - お天気お姉さん[6]（テレビ神奈川アナウンサー[2]） 役